# C3orf36
C3orf36 (англ. Chromosome 3 open reading frame 36) – білок, який кодується однойменним геном, розташованим у людей на 3-й хромосомі. Довжина поліпептидного ланцюга білка становить 165 амінокислот, а молекулярна маса — 16 908.
| 10         |  | 20         |  | 30         |  | 40         |  | 50         |
| ---------- |  | ---------- |  | ---------- |  | ---------- |  | ---------- |
| MQAETILEGL |  | EAGLPQAVSS |  | GLSLVPAPGL |  | VLTCLSAPSG |  | PGGMALEPPP |
| TTLRKAFLAQ |  | STLLESTLEG |  | APEWAAPHPE |  | EQRRSPPACS |  | QHTPPLPSTP |
| TGPPPCSPGG |  | NHPLCALSGR |  | GGGRCSIPSL |  | SSSSTFSLFS |  | SGCWNPRVKL |
| RVRKSQSQGR |  | AGQLI      |  |            |  |            |  |            |

A: Аланін

C: Цистеїн

E: Глутамінова кислота

F: Фенілаланін

G: Гліцин

H: Гістидин

I: Ізолейцин

K: Лізин

L: Лейцин

M: Метіонін

N: Аспарагін

P: Пролін

Q: Глутамін

R: Аргінін

S: Серин

T: Треонін

V: Валін